# Nanyumbu
Nanyumbu es un valiato de Tanzania perteneciente a la región de Mtwara.
En 2012, el valiato tenía una población de 150 857 habitantes, de los cuales 10 826 viven en la kata de Nanyumbu. Aunque Nanyumbu es la capital nominal, la administración del valiato se ubica en la vecina localidad de Mangaka. El área formaba parte del vecino valiato de Masasi hasta 2007.
El valiato se ubica en el extremo occidental de la región, limitando con la región de Lindi al noroeste y con la región de Ruvuma al oeste. Su territorio incluye la periferia suroccidental de la ciudad de Masasi. Al sur, el valiato es fronterizo con Mozambique, marcando la frontera el río Rovuma. La localidad se ubica unos 60 km al suroeste de Masasi, sobre la carretera T42 que une Mangaka con Mueda.

## Subdivisiones
Comprende 14 katas:
- Chipuputa
- Likokona
- Lumesule
- Mangaka (sede administrativa)
- Maratani
- Masuguru
- Mikangaula
- Mkonona
- Mnanje
- Nandete
- Nangomba
- Nanyumbu (capital nominal)
- Napacho
- Sengenya